# Lagunarrota
Lagunarrota es una localidad española perteneciente junto a El Tormillo al municipio de Peralta de Alcofea, en el Somontano de Barbastro, provincia de Huesca (Aragón). 
Está situado a 493 m. sobre el nivel del mar, y cuenta con una población de 77 habitantes (INE 2017).

## Geografía
El relieve geográfico está conformado por estratos horizontales que le confieren un aspecto aterrazado o de “bancales”, tal y como es denominado a nivel local. El paisaje está enormemente condicionado por la presencia de sasos,- plataformas áridas y pedregosas en los que típicamente se encuentran unos cantos rodados denominados “mallacanes”-.
Sus calles dibujan un trazado ortogonal que dista mucho de lo que nos tienen acostumbrados el resto de pueblos del Somontano. En la convergencia de las calles La Iglesia y El Horno se encuentra la plaza San Gil, en la cual encontramos la iglesia en honor a San Gil Abad, el Centro Cultural en el que se exhibe el Belén monumental, la cruz que homenajea la pertenencia del pueblo antaño a la Orden de Calatrava, y un fantástico mirador, popularmente conocido como “Las Estapietas”.

## Historia
La localidad aparece mencionada en textos escritos en latín medieval de los siglos XII y XIII como Lacunarupta, Lacunarrota u Lagunarrota.
El 5 de mayo de 1284 el justicia de Aragón Pedro Martínez de Artasona vendió el castillo y villa de Lagunarrota al comendador de la encomienda de Alcañiz de la Orden de Calatrava. 
El 14 de diciembre de 1329 dio el lugar a sus habitantes reservándose el señorío, que mantendría hasta la desamortización en el siglo XIX. En un texto de 1414 se menciona la pertenencia a la Orden de Calatrava.

## Demografía
| Gráfica de evolución demográfica de Lagunarrota entre 1842 y 1960 |
| |
| Población de derecho según los censos de población del INE Población de hecho según los censos de población del INEEntre el censo de 1970 y el anterior, este municipio desaparece porque se integra en el municipio Peralta de Alcofea |

## Fiestas y celebraciones
La fiesta mayor se celebra el último fin de semana de agosto, en honor a San Gil Abad (1 de septiembre). Otras festividades son: San Fabián y San Sebastián (20 de enero), Santa Águeda (5 de febrero), y San Isidro Labrador (12 de mayo).

## Patrimonio
- Iglesia de San Gil Abad. Sus orígenes se remontan al siglo XII, pese a que ha sido objeto de reformas posteriores, entre las que destacan la del siglo XVI y más contemporáneamente en 1964-1966.
- Pozo Bajo. Pozo fuente medieval.
- Pozo de "El Pinar".
- Ermita de Santa María de Valverde.
- Caseta del Carrascal en honor a San Isidro Labrador.